# Teresa Sánchez López
Teresa Sánchez (Sevilla, Andalucía, 23 de julio de 1964) es una modelo española, que obtuvo el título de Miss Nacional en el certamen de Miss España en 1984 y, como representante de España, el de primera dama de Honor en el concurso de belleza internacional Miss Universo de 1985.

## Biografía
Se preparó en la Escuela de Modelos y Promoción de la Moda de Rocío Martín, en Sevilla.

Elegida, sucesivamente, Miss Sevilla y Miss Andalucía Occidental en 1984.

Participó en el certamen de Miss España de ese mismo año, siendo elegida Miss Nacional,

y donde destacó, según los medios de comunicación, por su fuerza expresiva.
En 1985, en representación de España, Teresa Sánchez compitió en el certamen de belleza Miss Universo, que estuvo a punto de ganar, logrando el título de primera dama de Honor,

lo que supuso el segundo mejor resultado de una representante española en este concurso.
Fue, para una gran parte del público y de los medios de comunicación, la máxima favorita a conseguir, aquel año, el título de Miss Universo

y en algunos foros se la sigue considerando como una de las mujeres más bellas que han participado en la historia del certamen, especialmente teniendo en cuenta que en aquella época el concurso no admitía la cirugía estética.

| Predecesor: Letitia Snyman | Primera Finalista 1985 | Sucesor: Christy Fichtner |